# Eerstedagenvelop
Een eerstedagenvelop of eerstedagbrief is een envelop met een afstempeling van de eerste dag waarop de daarop geplakte postzegel geldig was. Voor sommige filatelisten is het verzamelen van eerstedagenveloppen een verzamelgebied.
Over het algemeen verstaat men in Nederland echter onder eerstedagenvelop de bijzondere enveloppen die sinds 1950 worden uitgegeven door de Nederlandse Vereniging van Postzegelhandelaren, NVPH. Deze enveloppen worden naast de nieuwe postzegel rijkelijk versierd met een toepasselijke opdruk of illustratie en een afdruk van een poststempel die alleen voor deze gelegenheid wordt gebruikt. Voor een officiële eerstedagenvelop gelden in dit verband twee eisen: in het stempel moeten de woorden 'eerste dag van uitgifte' voorkomen en het stempel moet op alle op de envelop geplakte postzegels zijn aangebracht. Maar omdat voor elke nieuwe postzegeluitgifte zo een envelop wordt gemaakt, haken veel filatelisten af. Het bijhouden van alle nieuwe aanvullingen vergt een aanzienlijke investering. Verder zijn de enveloppen niet zuiver filatelistisch omdat ze door de handel worden "gemaakt". Ze kunnen niet meer als brief via de post worden verstuurd. Hoewel er dus sprake is van filatelistisch maakwerk vinden sommige mensen ze mooi en de moeite waard om te verzamelen.
Vroeger werd wel gesproken van eerstedagbrief. Maar vanaf de jaren zestig van de 20e eeuw werd de eerstedagenvelop steeds meer via de postzegelhandel gekocht om maar onbeschreven enveloppen te krijgen. En een envelop zonder adres is nu eenmaal géén brief. In de meeste landen, ook in Nederland, spreekt men echter meer en meer over de algemeen aanvaarde Engelse term "first day cover", afgekort tot FDC.
Vroeger was het mogelijk eerstedagenveloppen te adresseren en door de post te laten bezorgen. In de jaren negentig is de toenmalige Nederlandse PTT hiermee gestopt.

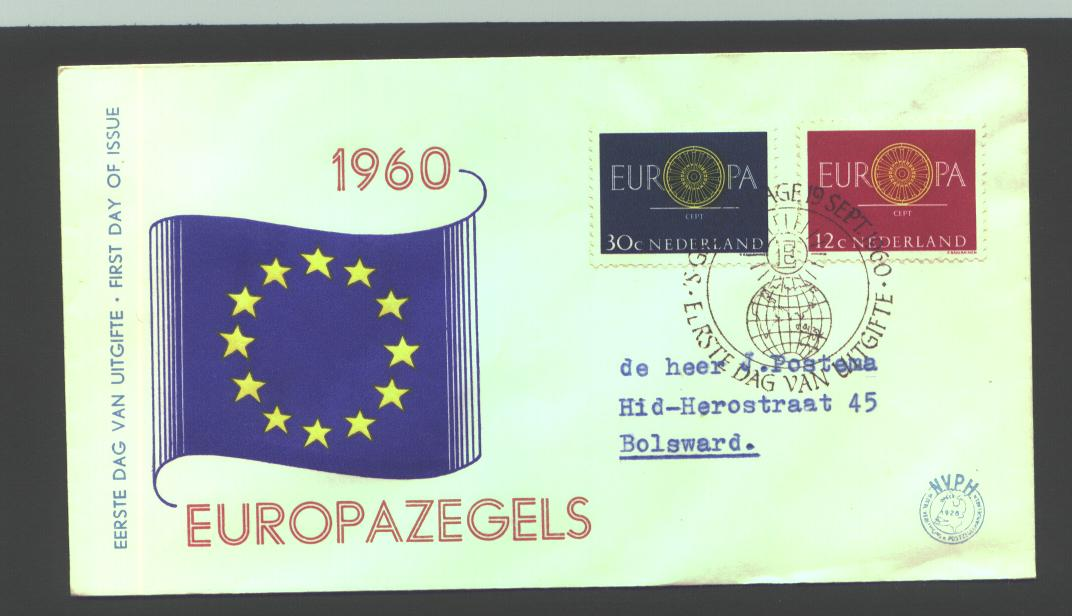
FDC Nederlandse Europazegels 1960